# 北京オリンピアンズ
北京オリンピアンズ（ペキンオリンピアンズ、簡：奥林匹亚、英：Beijing Olympians）は、プロバスケットボールチームである。

## 歴史
1999年に発足され、北京を本拠地として中国プロバスケットボールリーグ（CBA）に参加。当初は「前衛奥神」というチーム名であった（母体としては1950年代に結成された「前衛」がある）が、2シーズンで北京奥胜に改称した。
しかし2004年にチームの看板選手である孫悦のU-20代表招集を拒否したためCBAより出場停止処分を受けた。処分期間中は台湾の超級籃球聯賽（SBL）との非公式試合を7試合組んだ。
2005年よりCBA復帰へ向けて交渉するが、決裂。北京オリンピアンズとしてアメリカンバスケットボール協会（ABA）に転籍した。カリフォルニア州メイウッドを本拠地としていた。
2008年、シンガポールへ移転。
2009年、カリフォルニアに戻りWCPBLに参戦。
2013年解散。